# پروانه پورشریعتی

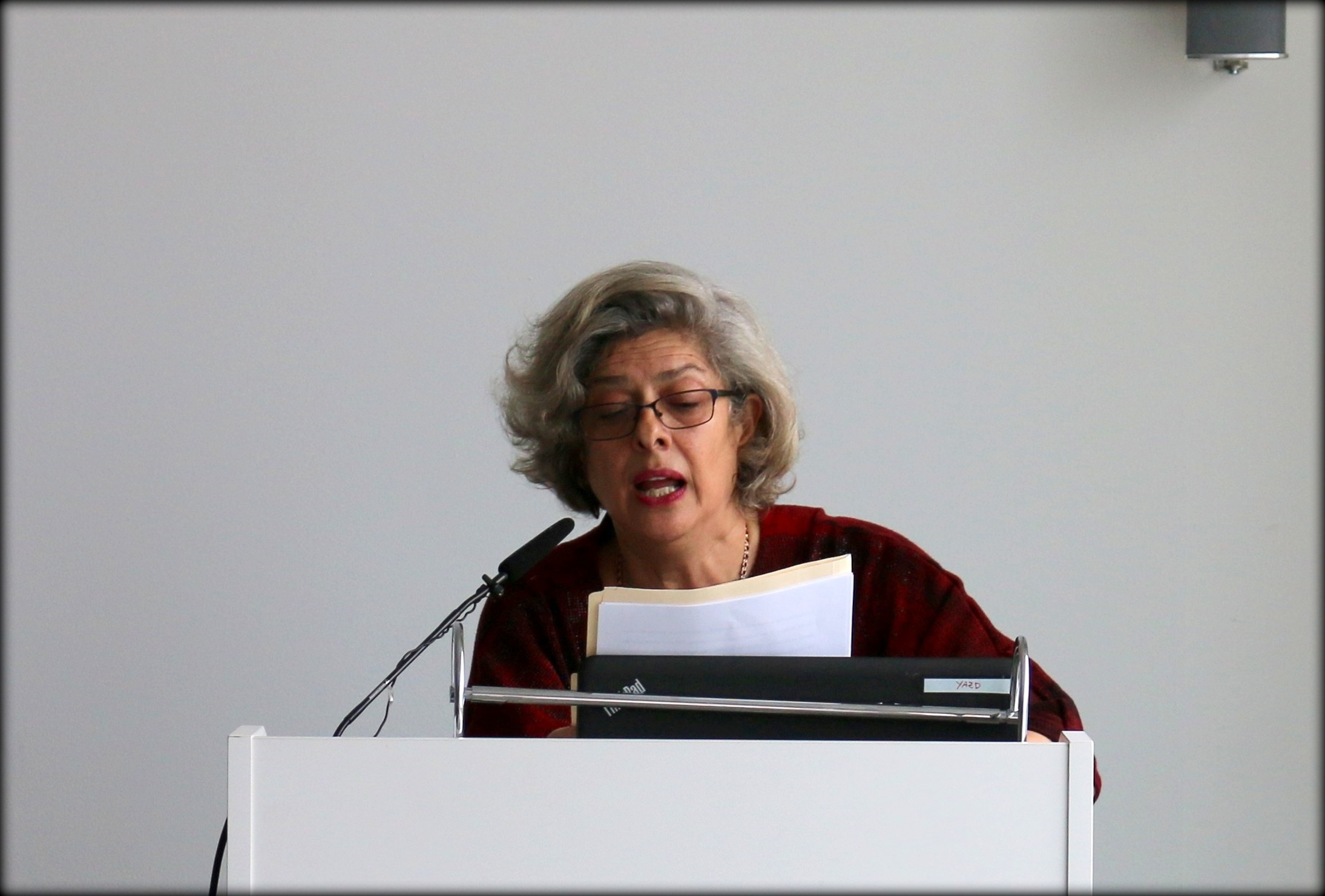
پروانه پورشریعتی در همایش ایران‌شناسی اروپا، برلین، ۲۰۱۹

پروانه پورشریعتی ایران‌شناس و استاد تاریخ در کالج فنی شهر نیویورک است. او همچنین چهارده سال استاد بخش خاورِنزدیک دانشگاه ایالتی اوهایو بوده است. از مهم‌ترین آثار وی، کتاب «افول و سقوط شاهنشاهی ساسانی» است. او همچنین عضو هیئت تحریریه چند مجلهٔ ایران‌شناسی همچون پرسیکا آنتیکوا است.

## زندگی
پروانه پورشریعتی زادهٔ تهران است. پدر وی هوشنگ پورشریعتی آخرین مدیرعامل خبرگزاری پارس در دوران پیش از انقلاب اسلامی در ایران بود.

## تحصیلات
پورشریعتی مدرک کارشناسی در رشتهٔ جامعه‌شناسی را در دانشگاه نیویورک و کارشناسی ارشد و دکترای خود را در رشتهٔ تاریخ از دانشگاه کلمبیا دریافت کرده است. پژوهش‌های او در زمینهٔ تاریخ فرهنگ و اجتماعی خاورمیانه، قفقاز، ایران و آسیای میانه در تاریخ باستان و قرون وسطی متمرکز گشته است.

## آثار
- Decline and Fall of the Sasanian Empire: The Sasanian–Parthian Confederacy and the Arab Conquest of Iran. New York: I.B.TAURIS، 2008
- Iranian Tradition in Tus and the Arab Presence in Khurasan, Ph.D. thesis, Columbia University, 1995.
- Local Histories of Khurasan and the Pattern of Arab Settlement, Studia Iranica 27, (1998), pp. 41–81.
- Local Historiography in Early Medieval Iran and the Tarıkh-i Bayhaq, Journal of Iranian Studies 33, (2000), pp. 133–164.
- Khurasan and the Crisis of Legitimacy: A Comparative Historiographical Approach, in Neguin Yavari, Lawrence G. Potter, and Jean-Marc Ran Oppenheim (eds.), Views From the Edge: Essays in Honor of Richard W. Bulliet, pp.208–229, Columbia University Press, 2004
- Recently Discovered Seals of Wistaxm, Uncle of Khusrow II?, Studia Iranica 35, (2006), pp. 163–180